# Cryptobotys zoilusalis
Cryptobotys zoilusalis är en fjärilsart som beskrevs av Walker 1859. Cryptobotys zoilusalis ingår i släktet Cryptobotys och familjen Crambidae. Inga underarter finns listade i Catalogue of Life.